# Rapport de contraste
Le rapport de contraste est une mesure caractéristique d'un afficheur qui représente l'écart maximal de luminosité entre la couleur noire et la couleur blanche d'une image.
Cette caractéristique couramment utilisée dans l'électronique grand public pour décrire la qualité d'un écran ou un projecteur est le rapport entre le maximum et le minimum de luminance affichable, quand aucune lumière extérieure ne vient s'ajouter au minimum.
Le contraste d'une image est le rapport entre ses valeurs extrêmes de luminance. Le rapport de contraste indique le contraste maximal d'une image que reproduit l'appareil. Un appareil capable de produire un contraste élevé peut en produire un moindre, si l'utilisateur le désire.
Il n'y a pas de norme de mesure du rapport de contraste. On recherche en général le résultat le plus élevé possible. On mesure dans le noir pour éviter que la lumière ambiante augmente la luminance du noir. Le plus souvent un point blanc au milieu d'un écran noir donne un rapport de contraste supérieur qu'un point noir au milieu d'un écran blanc : dans ce cas, une petite partie du blanc de l'écran va éclaircir le noir du point. D'autres considérations du même ordre peuvent changer le résultat. On choisit la méthode qui donne le rapport de contraste le plus élevé pour l'appareil en essais.
En fonction du mode d'affichage il est possible de prendre en considération l'aspect statique d'une image ou son aspect dynamique. Deux types de rapport de contraste peuvent être distingués :
- Le rapport de contraste statique : entre la couleur la plus brillante et la plus sombre que l'afficheur est capable de produire simultanément ;
- Le rapport de contraste dynamique : entre la couleur la plus brillante et la plus sombre que l'afficheur est capable de produire au fil du temps.

En photographie, on parle de la gamme dynamique de la luminance.